# سوادي ذروي
سوادي ذروي أو سناج الذرة (الاسم العلمي: Ustilago maydis) هي نوع من الفطريات تتبع جنس فطر السوادي من فصيلة السوادية.
هو الفطر المسبب بمرض تفحم الذرة.